# Білокуракинська районна рада
Білокуракинська районна рада — орган місцевого самоврядування в Білокуракинському районі Луганської області. Адміністративний центр районної ради — смт Білокуракине. Населення району становить 19,653 тис. осіб, із них 38% — міського, 62% — сільського. Щільність — 13,7 осіб/км².

## Склад ради
Загальний склад районної ради — 30 депутатів. Партійний склад: Партія регіонів — 23 (76,7%), Комуністична партія України — 7 (23,3%).

### Керівний склад ради
- Голова районної ради — Бондаренко Костянтин Іванович.
- Заступник голови — Косяченко Сергій Андрійович.

| Білокуракинська районна рада | Білокуракинська районна рада      | Білокуракинська районна рада | Білокуракинська районна рада |
| № зп                         | Прізвище, ім'я, по батькові       | Дата визнання обраним        | Відомості про обраного депутата |
| Комуністична партія України  | Комуністична партія України       | Комуністична партія України  | Комуністична партія України |
| ---------------------------- | --------------------------------- | ---------------------------- | --- |
| 1                            | Гончаров Сергій Васильович        | 5 листопада 2010             | Освіта вища, член Комуністичної партії України, Управління праці та соціального захисту населення Білокуракинської райдержадміністрації, начальник. |
| 2                            | Деряга Володимир Федорович        | 5 листопада 2010             | Освіта вища, член Комуністичної партії України, Білокуракинська районна Рада, заступник голови.                                                     |
| 3                            | Козачок Ніна Олексіївна           | 5 листопада 2010             | Освіта середня, член Комуністичної партії України, пенсіонер.                                                                                       |
| 4                            | Зубарєв Юрій Захарович            | 5 листопада 2010             | Освіта вища, член Комуністичної партії України, пенсіонер.                                                                                          |
| 5                            | Усов Володимир Іванович           | 5 листопада 2010             | Освіта вища, позапартійний, Білокуракинське ТОВ «Автопідприємство», директор.                                                                       |
| 6                            | Ведмеденко Микола Григорович      | 5 листопада 2010             | Освіта вища, позапартійний, СТОВ «Зоря», директор.                                                                                                  |
| 7                            | Козленко Дмитро Іванович          | 5 листопада 2010             | Освіта вища, позапартійний, приватний підприємець.                                                                                                  |
| Партія регіонів              |                                   |                              | |
| 1                            | Медін Олександр Олександрович     | 5 листопада 2010             | Освіта вища, член Партії регіонів, Білокуракинська ЦРЛ, головний лікар.                                                                             |
| 2                            | Косяченко Олександр Андрійович    | 5 листопада 2010             | Освіта вища, член Партії регіонів, ПСП «Дніпро», директор.                                                                                          |
| 3                            | Нізамов Дамір Фарідович           | 5 листопада 2010             | Освіта вища, член Партії регіонів, Білокуракинська райдержадміністрація, перший заступник голови.                                                   |
| 4                            | Фомічов Віктор Степанович         | 5 листопада 2010             | Освіта вища, член Партії регіонів, Районна організація ветеранів, голова.                                                                           |
| 5                            | Дегтярьова Валентина Миколаївна   | 5 листопада 2010             | Освіта вища, член Партії регіонів, Білокуракинська районна державна адміністрація, керівник апарату.                                                |
| 6                            | Мітін Василь Володимирович        | 5 листопада 2010             | Освіта вища, член Партії регіонів, СТОВ АФ «Зоря», генеральний директор.                                                                            |
| 7                            | Орлов Олександр Єгорович          | 5 листопада 2010             | Освіта вища, член Партії регіонів, пенсіонер, заступник голови районної організації Партії регіонів.                                                |
| 8                            | Зубкова Любов Іванівна            | 5 листопада 2010             | Освіта вища, член Партії регіонів, Відділ освіти Білокуракинської райдержадміністрації, начальник.                                                  |
| 9                            | Козеренко Валентина Іванівна      | 5 листопада 2010             | Освіта вища, член Партії регіонів, Червоноармійська загальноосвітня школа, директор.                                                                |
| 10                           | Боровий Михайло Яковлевич         | 5 листопада 2010             | Освіта вища, член Партії регіонів, тимчасово не працює.                                                                                             |
| 11                           | Аполлонов Володимир Володимирович | 5 листопада 2010             | Освіта вища, член Партії регіонів, Будинок культури ім. Т. Г. Шевченка, директор.                                                                   |
| 12                           | Лісовий Роман Володимирович       | 5 листопада 2010             | Освіта вища, член Партії регіонів, Білокуракинська ЦРЛ, завідувач хірургічного відділення.                                                          |
| 13                           | Чухрай Олександр Іванович         | 5 листопада 2010             | Освіта вища, член Партії регіонів, Білокуракинський район електричних мереж, начальник.                                                             |
| 14                           | Лавренко Олександр Григорович     | 5 листопада 2010             | Освіта вища, член Партії регіонів, СТОВ «Вікторія», директор.                                                                                       |
| 15                           | Хмеленко Юрій Анатолійович        | 5 листопада 2010             | Освіта вища, член Партії регіонів, СТОВ «Прогрес», головний інженер.                                                                                |
| 16                           | Лавренко Володимир Григорович     | 5 листопада 2010             | Освіта вища, член Партії регіонів, СТОВ «Роздольне», директор.                                                                                      |
| 17                           | Давиденко Ольга Іванівна          | 5 листопада 2010             | Освіта вища, член Партії регіонів, Просторівська загальноосвітня школа I-III ст, директор.                                                          |
| 18                           | Марєєчев Іван Іванович            | 5 листопада 2010             | Освіта вища, член Партії регіонів, ДП ДАК «Хліб України» «Солідарненський елеватор», директор.                                                      |
| 19                           | Косяченко Сергій Андрійович       | 5 листопада 2010             | Освіта вища, член Партії регіонів, Білокуракинська районна рада, заступник голови.                                                                  |
| 20                           | Юрченко Микола Олексійович        | 5 листопада 2010             | Освіта вища, член Партії регіонів, пенсіонер. |
| 21                           | Панченко Анатолій Іванович        | 17 січня 2011                | Освіта вища, член Партії регіонів, ТОВ «Калинівське», директор.                                                                                     |
| 22                           | Перелигін Сергій Сергійович       | 5 листопада 2010             | Освіта вища, член Партії регіонів, Управління «Новопсковміжрайгаз», слюсар.                                                                         |
| 23                           | Бондаренко Костянтин Іванович     | 5 листопада 2010             | Освіта вища, член Партії регіонів, Білокуракинська районна рада, голова.                                                                            |

## Територія
Територія району 1437 км². У складі районної ради 2 селищні ради, 13 сільських рад, 2 селища, 50 сіл. Білокуракинський район межує з Троїцьким, Новопсковським, Сватівським, Старобільським районами Луганської області, з Білгородською областю Росії. Периметр кордону 276,9 км.